# Мъсбъри
Мъсбъри (на английски: Musbury) е село в Югозападна Англия, графство Девън. Намира се на 5 km от брега на Ла Манш. Населението му е 523 жители (по приблизителна оценка от юни 2017 г.).
Предполага се, че в Аш Хаус, на километър и половина северно от селото, е роден военачалникът Джон Чърчил (1650 – 1722).